# Rolls-Royce plc
Rolls-Royce plc este o companie engleză din industria aero-spațială și a apărării și al doilea producător de motoare pentru avioane din lume.